# Бурназел (Аверон)
Бурназел (фр. Bournazel) насеље је и општина у јужној Француској у региону Миди Пирене, у департману Аверон која припада префектури Родез.
По подацима из 2011. године у општини је живело 311 становника, а густина насељености је износила 19,02 становника/km². Општина се простире на површини од 16,35 km². Налази се на средњој надморској висини од 520 метара (максималној 664 m, а минималној 340 m).

## Демографија
| 1962. | 1968. | 1975. | 1982. | 1990. | 1999. | 2011. |
| ----- | ----- | ----- | ----- | ----- | ----- | ----- |
| 333   | 400   | 378   | 354   | 298   | 246   | 311   |

График промене броја становника у току последњих година